# NGC 2491
NGC 2491 este o brightest cluster galaxy⁠(d) situată în constelația Câinele Mic. A fost descoperită în 15 noiembrie 1885 de către Lewis A. Swift.